# Maurice L. Huggins
Maurice Loyal Huggins (* 19. September 1897 in Berkeley (Kalifornien); † 17. Dezember 1981 in Woodside (Kalifornien)) war ein US-amerikanischer Chemiker, der für Beiträge zur Polymerchemie und Strukturchemie bekannt ist.

## Leben
Huggins studierte an der University of California, Berkeley, an der er 1920 sein Diplom erhielt (Master-Thesis Chemical Bonds) und 1922 promoviert wurde (The structure of benzene). Er war in Berkeley auch Schüler von  Gilbert Newton Lewis. Er war am Stanford Research Institute und der Johns Hopkins University. Er arbeitete ab 1936 für Eastman Kodak in Rochester. 1959 bis zum Ruhestand 1967 war er wieder am Stanford Research Institute, wo er Manager wurde.
Er besuchte häufig Japan und war dort 1955/56 Fulbright Lecturer.
Von ihm und  Paul Flory stammt die Flory-Huggins-Theorie der Thermodynamik von Polymerlösungen (wobei beide unabhängig publizierten, Huggins etwas früher).
Er beschrieb auch 1919 als Student von Lewis als einer der Ersten die Wasserstoffbrückenbindung. Als Entdecker gelten aber Wendell Mitchell Latimer und Worth Rodebush, die dies 1920 publizierten und Kollegen in Berkeley waren. Er erkannte früh die Bedeutung der Wasserstoffbrückenbindung für die Stabilität der Sekundärstruktur von Proteinen, so bei frühen Modellen zum  β-Faltblatt (1937) und der Alpha-Helix (1943). Bekannt wurden hier aber in erster Linie die Modelle von Linus Pauling und Robert B. Corey, die Pauling ab 1948 entwickelte und ab 1951 in einer Reihe von Arbeiten veröffentlichte. Huggins arbeitete in den 1930er Jahren mit Pauling zusammen und ermutigte ihn zur Beschäftigung mit Proteinstrukturen.
Er erhielt 1980 den Herman F. Mark Division of Polymer Chemistry Award.

## Schriften
- Physical Chemistry of High Polymers, Wiley 1958
- Hydrogen bridges in organic compounds, Baltimore: Williams and Wilkins 1936
- Thermodynamic properties of solutions of long-chain compounds, Ann. New York Academy of Sciences, Band 43, 1942, S. 1–32
- Some properties of solutions of long-chain compounds, J. Phys. Chem., Band 46, 1942, S. 151–158
- Theory of solutions of high polymers, J. Am. Chem. Soc., Band 64, 1942, S. 1712–1719